# Надежда Скардино
Наде́жда Вале́рьевна Скарди́но (на беларуски: Надзея Валер'еўна Скардзіна; 27 март 1985, Ленинград, СССР) е беларуска биатлонистка, олимпийска шампионка през 2018 година в женската щафета  и бронзова медалистка Зимните олимпийски игри в Сочи – индивидуалното преследване на 15 км (2014).

## Спортна кариера
Преминава в биатлона от ски бягането през 2004 г.

## Успехи
Олимпийски игри:
- Шампион (1): 2018
  -  Бронзов медал (1): 2014

Европейско първенство:
- Шампион (2): 2007, 2016

Световно първенство:
- -  Бронзов медал (1): 2011

Зимна Универсиада:
- Шампион (2): 2007
  -  Сребърен медал (1): 2007

### Олимпийски игри
| Олимпиада      | Индивидуално | Спринт | Преследване | Масов старт | Щафета | Смесена щафета |
| -------------- | ------------ | ------ | ----------- | ----------- | ------ | -------------- |
| 2010 Ванкувър  | 28-о         | 28-о   | 26-о        | 22-ро       | 7-моо  | НП             |
| 2014 Сочи      | Бронз        | 15-о   | 11-о        | 15-о        | 4-то   | -              |
| 2018 Пьонгчанг | 10-о         | 36-о   | 14-о        | 7-о         | Злато  | 5-о            |

- НП – на Олимпиадата през 2010 година не се провежда смесена щафета.